# 佐藤三吾
佐藤 三吾（さとう さんご、1929年7月8日 - 2005年1月11日）は、日本の政治家、参議院議員（3期、日本社会党）。お墓はモンゴルにあり(分骨)。

## 来歴
大分県挟間町出身。1948年庄内農芸学校卒、同年大分県庁に入る。県庁内では労働運動に加わり、大分県労組委員長、自治労大分県本部委員長、自治労中央副委員長などを歴任し、1977年の第11回参議院議員通常選挙において日本社会党公認で全国区から立候補して当選した。国会では決算委員長などを務めた。3期務めた後、1995年に参議院議員を引退した。1999年秋の叙勲で勲二等旭日重光章受章。2005年1月11日、心不全のため死去、75歳。死没日をもって正四位に叙される。